# Eviota nigriventris
Eviota nigriventris es una especie de peces de la familia de los Gobiidae en el orden de los Perciformes.

## Morfología
Los machos pueden llegar a alcanzar los 3 cm de longitud total.

## Distribución geográfica
Se encuentra desde las Filipinas hasta Melanesia y el este de Australia.

## Observaciones
Es inofensivo para los humanos.